# Богун В'ячеслав Васильович
В'ячеслав Васильович Богун (* 7 жовтня 1949, Одрадокам'янка, Бериславський район, Херсонська область) — український правник, політик і футбольний функціонер. Голова Херсонської обласної федерації футболу. У 1992—1994 і 1997—1998 роках — перший заступник голови Херсонської обласної державної адміністрації. Заслужений юрист України (2000).

## Життєпис
У 1967—1968 роках — учитель фізкультури Отрадокам'янської середньої школи.
Упродовж 1968 — 1970 — служба в збройних силах.
07.1970-09.1970 — електрик Новокаховського електромашзаводу Херсонської області. 09.1970-07.1971 — вчитель фізкультури Новогригорівської восьмирічної школи Генічеського району Херсонської області. 07.1971-11.1972 — електрик радгоспу «Кам'янський» Бериславського району Херсонської області.
У 1978 році закінчив Одеський державний університет імені І. Ї. Мечникова за спеціальністю «Правознавство», отримавши кваліфікацію «Юрист».
1978—1981 стажист на посаді помічника прокурора, помічник прокурора Каховського району Херсонської області. Протягом 1981—1984 — прокурор Високопільського району Херсонської області. 1984 — 1992 прокурор Голопристанського району Херсонської області.
У 1992—1994 роках — перший заступник голови Херсонської обласної державної адміністрації.
Грудень 1994 — листопад 1995 — заступник прокурора міста Херсона.
Листопад 1994 — лютий 1997 — прокурор Дніпровського району міста Херсона.
02.1997 — 07.1998 — заступник голови Херсонської обласної державної адміністрації.
07.1998 — 01.2000 — в. о. начальника управління у справах національностей, міграції та релігій Херсонської облдержадміністрації.
01.2000 — 01.2001 — начальник відділу взаємодії з правоохоронними органами апарату Херсонської обласної державної адміністрації.
02.2001 — 07.2001 — начальник Головного управління праці та соціального захисту населення Херсонської обласної державної адміністрації.
У 2002 році кандидат у народні депутати України від одномандатного виборчого округу № 186, м. Каховка, Херсонська область. Був головою Херсонської обласної організації Української морської партії.
09.2003 — 09.2004 — начальник відділу взаємодії з органами юстиції, адміністративними, правоохоронними та судовими органами управління з питань діяльності правоохоронних органів, судової реформи, оборонної та мобілізаційної роботи апарату Херсонської обласної державної адміністрації. 06.2004 — 07.2005 — т. в. о. начальника відділу взаємодії з правоохоронними органами апарату Херсонської обласної державної адміністрації. 07.2005 — 10.2005 — начальник відділу взаємодії з правоохоронними органами апарату Херсонської обласної державної адміністрації. З жовтня 2005 року працював начальником відділу взаємодії з правоохоронними органами та оборонної роботи апарату Херсонської обласної державної адміністрації.
У березні 2010 року обраний головою Херсонської обласної федерації футболу. Член Комітету з розвитку футболу в регіонах ФФУ.